# Alessandro Pondi
 (décembre 2023).
Si vous disposez d'ouvrages ou d'articles de référence ou si vous connaissez des sites web de qualité traitant du thème abordé ici, merci de compléter l'article en donnant les références utiles à sa vérifiabilité et en les liant à la section « Notes et références ».
Alessandro Pondi, né le 20 janvier 1972 à Ravenne, est un scénariste et réalisateur italien.

## Biographie
Alessandro Pondi fait ses débuts en 1997 avec le roman Gli angeli non mangiano hamburger (Les anges ne mangent pas de hamburgers) et commence ensuite à écrire pour la télévision et le cinéma aux côtés de Luciano Vincenzoni et Tonino Guerra.
Pour le cinéma, il a réalisé à la fois des films d'auteur comme K. Il bandito (K. le bandit) de Martin Donovan, Litium Conspiracy de Davide Marengo (it), et des superproductions au box-office comme Noël à Beverly Hills et Noël en Afrique du Sud, à propos  desquels il a été très critiqué pour le faible niveau de comédie, mais remporte également deux prix Biglietto d'oro (Ticket d'or).
En 2007, il publie un récit Noir 00 dans la collection Omicidi all'italiana éditée par Colorado noir et distribuée par Mondadori. La même année il commence sa collaboration avec Paolo Logli, avec qui il fonde - avec Riccardo Irrera et Mauro Graiani (it) - l'usine d'écriture créative 9mq storytellers (9m2 de conteurs).
En 2008, il remporte le prix du meilleur scénario au Festival international du film de Salerne avec le film Il Bambino della Domenica, et en 2012 le prix du meilleur scénario et de la meilleure histoire à la 33e édition de A Life for Cinema, avec le film K2 - La montagna degli italiani .
Pour le théâtre, il crée la comédie sentimentale Una donna in casa, et les deux comédies musicales Un po' prima della prima (Un peu avant la première) avec Pino Insegno et Il pianeta proibito (La Planète interdite) avec Lorella Cuccarini.
Il a également travaillé avec des scénaristes tels que Martin Donovan, Tonino Guerra, Sandro Petraglia, Andrea Purgatori (it), Alessandro Camon, Luciano Vincenzoni, Alessandro Bencivenni (it), Domenico Saverni (it) et Neri Parenti.

## Filmographie

### Scénarios
Depuis 1999, il écrit les scénarios de 

#### Longs métrages
- Don Matteo,
- Bibo per sempre (it) (Bibo pour toujours) — 2000
- K. Il bandito (it) (K. Le bandit) — 2007
- Natale a Beverly Hills (it) (Noël à Beverly Hills) — 2009
- Natale in Sudafrica (it) (Noël en Afrique du Sud) — 2010
- Uno anzi due (it) (Un ou plutôt deux) — 2015
- Chi m'ha visto (it) (Qui m'a vu) — 2017
- Tutta un'altra vita (it) (Une tout autre vie) — 2019
- Copperman (it) (Homme de cuivre) — 2019
- Divorzio a Las Vegas (it) (Divorce à Las Vegas) — 2020
- School of Mafia (it) (École de la mafia) — 2021
- Il mostro della cripta (it) (Le monstre de la crypte) — 2021
- La Caccia (it) (Chasse) — 2023
- Una Commedia Pericolosa (it) (Une comédie dangereuse) — 2023

#### Télévision
- Questa casa non è un albergo (it) (Cette maison n'est pas un hôtel) — (2000)
- Compagni di scuola (it) (Camarades d'école) — (2001)
- Performers — (2005)
- Via Verdi 49 (2006)
- Il bambino della domenica (it) (L'Enfant du dimanche)  2008
- Il commissario Manara (it), episodi Le verità nascoste e Un morto di troppo (2009)
- L'uomo che cavalcava nel buio (L'homme qui chevauchait dans le noir) — 2009
- Il signore della truffa (Le Seigneur de l'arnaque) — 2010
- K2 - La montagna degli italiani (K2 - La Montagne des Italiens) — (2012)
- Trilussa - Storia d'amore e di poesia (Trilussa - Histoire d'amour et de poésie) — 2013
- A testa alta (2014)
- L'oro di Scampia (2014)
- I fantasmi di Portopalo (2017)
- Il mondo sulle spalle (2019)

### Réalisation
- Chi m'ha visto (it) (Qui m'a vu) — 2017
- Tutta un'altra vita (it) (Une tout autre vie) — 2019
- School of Mafia (it) (École de la mafia) — 2021
- Una Commedia Pericolosa (Une comédie dangereuse) — 2023

### Musique
- Un po' prima della prima (Un peu avant la première) — 2006
- Il pianeta proibito (Planète interdite) — 2010

### Courts métrages
- Supper's ready (Le souper est prêt) — 1993
- Di che colore sei ? (De quelle couleur es-tu ?) — 1994
- It's a miracle (C'est un miracle) — 2011

### Narration
- Gli angeli non mangiano hamburger (Les anges ne mangent pas de hamburgers) — 1997
- Nessuno di noi, histoire contenue dans la collection noire Omicidi all'italiana (Meurtres à l'italienne) — 2007

## Récompenses
- 2008 – Festival international du film de Salerne
  - Meilleur scénario pour Il bambino della domenica.
- 2010 – Ticket d'or
  - Pour Natale a Beverly Hills
- 2011 – Ticket d'or
  - Pour Natale in Sud Africa
- 2012 – Una vita per il cinema (Une vie pour le cinéma)
  - Meilleure histoire et scénario pour K2, la montagna degli italiani.